# Philippe Vallois
Philippe Vallois (* 27. August 1948 in Bordeaux) ist ein französischer Regisseur.

## Leben und Wirken
Im Alter von 16 Jahren dreht Philippe Vallois mit einer 8-Millimeter-Kamera  mit Freunden kleine Burlesque-Filme.
1967, im ersten Jahr an der Universität, befasst sich Philippe mit einem poetischen, experimentellen und etwas provokanten mittellangen Film: Oraison Floraison wird vom Amateur-Filmemacher-Club in Bordeaux ausgezeichnet. Er arbeitet in Assistenzen an der Comédie-Française und hat 1969 ein Praktikum bei den Dreharbeiten zu Queimada – Insel des Schreckens. Er arbeitet bei der Bank Crédit Lyonnais und bewirbt sich an der Filmschule Louis Lumière. Er beginnt eine Liebesbeziehung mit dem Sänger und Operndirektor Bernard Lefort, der ihn unterstützt, Kurzfilme zu drehen.
Anfang 1975 trifft Philippe Vallois den gutaussehenden Betrüger Johan und will um jeden Preis einen Film über ihn machen. Aber Johan wird einige Tage vor dem Dreh wegen einer Geschichte über gestohlene Schecks verhaftet. Da Philippe nicht weiß, wann er aus dem Gefängnis entlassen wird, beschließt er, den Film über seinen Geliebten zu drehen, den wir nie sehen werden. Es entsteht der Film Johan – Eine Liebe in Paris im Sommer 1975. Der Film läuft 1976 in Cannes in der Reihe  Perspectives du Cinéma Français in ungekürzter Version. Im Kino dagegen läuft der Film nur um einige pornographische Szenen gekürzt. Vallois dreht kurz darauf den Film Lamento (1977).
1978 soll er einen Porno mit dem Pornostar Piotr Stanislas drehen. Doch Philippe Vallois reduziert die Sexszenen auf das Notwendigste und erzählt die Liebesgeschichte zwischen einem Franzosen (Serge Avedikian) und einem deutschen Soldaten (Piotr Stanislas): Wir waren ein Mann erhält den Silbernen Hugo auf dem Chicago International Film Festival und weitere Preise. Mit seinem Hauptdarsteller Serge Avedikian dreht er die schwarze Komödie Haltéroflic (1983). Avedikian spielt auch 1988 in Vallois’ Film L’énigme des sables nebene Marie-Christine Barrault.
Philippe Vallois dreht seit den 1980er Jahren vor allem Dokumentarfilme, Essays und Dokufictions wie Un parfum nommé Saïd (2003). 2014 entstand die Komödie Zeus le chat.
2019 entstand die Dokumentation L’adieu à Moustafa. 2020 drehte er mit dem Schauspieler Serge Avedikian Comment Serge nous a fait découvrir l’Arménie.